# Паньши
Паньши́ (кит. упр. 磐石, пиньинь Pánshí) — городской уезд городского округа Гирин провинции Гирин (КНР).

## География
Городской уезд Паньши граничит со следующими административными единицами:
- Уезд Юнцзи (на севере)
- Городской уезд Хуадянь (на востоке)
- Город субпровинциального значения Чанчунь (на северо-западе)
- Городской округ Сыпин (на западе)
- Городской округ Ляоюань (на юго-западе)
- Городской округ Тунхуа (на юге)

## История
В 1882 году был создан Мопаньшаньский караул (磨盘山巡检), в 1888 году он был поднят в статусе до Мопаньшаньского подокруга (磨盘山分州). В 1892 году были выстроены городские стены, а в 1902 году был создан уезд Паньши (磐石县) подчинённый Гиринской управе. После образования в 1907 году провинции Гирин уезд Паньши вошёл в её состав.
В 1946 году Коммунистическая партия Китая произвела административно-территориальный передел Северо-Востока, и уезд Паньши вошёл в состав провинции Ляобэй. В 1949 году провинция Ляобэй была расформирована, и уезд Паньши опять оказался в составе провинции Гирин.
В 1995 году уезд Паньши был преобразован в городской уезд.

## Административное деление
Городской уезд Паньши делится на 3 уличных комитета, 13 посёлков и 1 волость.